# Nahr-e Sheykh
Nahr-e Sheykh (persiska: نهر شیخ) är en ort i Iran.   Den ligger i provinsen Khuzestan, i den centrala delen av landet, 600 km söder om huvudstaden Teheran. Nahr-e Sheykh ligger 14 meter över havet och antalet invånare är 133.
Terrängen runt Nahr-e Sheykh är mycket platt. Runt Nahr-e Sheykh är det ganska tätbefolkat, med 62 invånare per kvadratkilometer. Närmaste större samhälle är Manşūreh-ye Sādāt, 3,2 km nordost om Nahr-e Sheykh. Trakten runt Nahr-e Sheykh är ofruktbar med lite eller ingen växtlighet.